# Salmanasar II

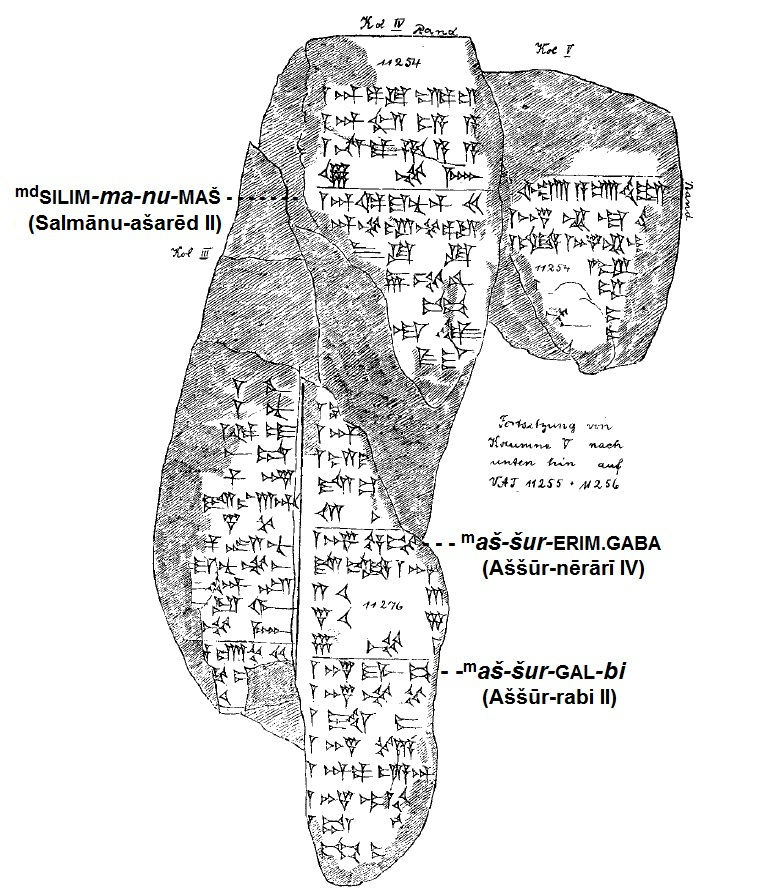
Przednia strona uszkodzonej tabliczki KAV 21 z listą urzędników limmu z czasów panowania Salmanasara II i jego następców

Salmanasar II, właśc. Salmanu-aszared II (akad. Salmānu-ašarēd) – król Asyrii, syn i następca Aszurnasirpala I, panował w latach 1030-1019 p.n.e.

## Imię
Rodzime, akadyjskie imię tego władcy brzmi Salmānu-ašarēd i znaczy „Bóg Salmanu jest pierwszy/najważniejszy”. W transliteracji z pisma klinowego zapisywane ono było  mdSILIM-ma-nu-MAŠ lub mSILIM-ma-nu-SAG.

## Panowanie
Okres rządów Salmanasara II przypada na czas upadku i zamętu państwa, gdy Asyria nie odgrywała na Bliskim Wschodzie większej roli. Źródła pisane dotyczące tego władcy są bardzo nieliczne. Nic nie wiadomo o jego dokonaniach budowlanych czy też militarnych. Jedyna inskrypcja królewska, którą z pewnością można mu przypisać, pochodzi z miasta Aszur. Umieszczona ona jest na poświęconej mu kamiennej steli i wymienia jego tytuły oraz jego poprzedników:
„Stela Salmanasara, wielkiego króla, króla wszechświata, króla Asyrii, syna Aszurnasirpala (I), króla Asyrii, syna Szamszi-Adada (IV), również króla Asyrii”
Salmanasara II dotyczyć mogą także inne znane inskrypcje królewskie, ale ich przynależność nie jest pewna, gdyż równie dobrze dotyczyć one mogą Salmanasara I lub Salmanasara III.
W mieście Aszur odnaleziono też dokument w którym zapisane zostały ilości balsamu cedrowego podarowane przez Salmanasara II świątyni boga Aszura i jej różnym kaplicom. Znana jest także mocno uszkodzona tabliczka z listą urzędników limmu z czasów panowania Salmanasara II.
Synchronistyczna lista królów jako babilońskiego władcę współczesnego Salmanasarowi II wymienia Eulmasz-szakin-szumiego (1005–989 p.n.e.), ale obecnie wiadomo, iż współcześni mu byli władcy Nabu-szumu-libur (1033–1026 p.n.e.) i Simbar-Szipak (1026–1009 p.n.e.).
Po śmierci Salmanasara II tron Asyrii objął jego syn Aszur-nirari IV.